# Singida

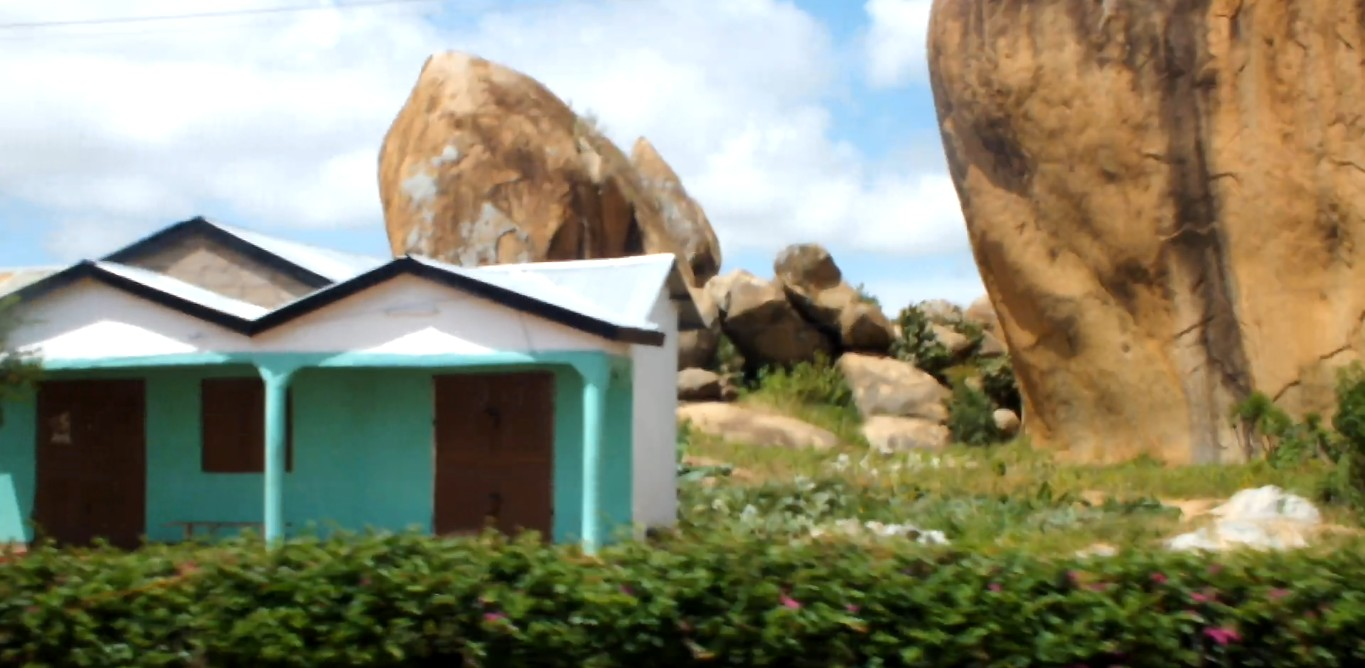

Singida är en stad i centrala Tanzania, och är den administrativa huvudorten för regionen med samma namn.

## Stad och distrikt
Singida är ett av regionens fyra distrikt, Singida stad (engelska Singida Urban, swahili Singida Mjini) och har en beräknad folkmängd av 160 753 invånare 2009 på en yta av 647,31 km². Distriktet är indelad i tretton administrativa enheter som kallas shehia, varav sex är urbana och resterande sju är klassificerade som rurala. 
Singidas centrala, urbaniserade område består av sex urbana shehia och hade 57 904 invånare vid folkräkningen 2002 på en yta av 52,36 km². Detta motsvarade då 50,42 % av distriktets totala folkmängd.